# Дікроцеліоз
Дікроцеліоз (лат. dicrocoeliasis) — гельмінтоз з групи трематодозів. яке спричинює у людей ланцетоподібний сисун (Dicrocoelium dendriticum) і D. hospes. При дикроцеліозі печінки у людини спостерігаються явища холангіту, дискінезії жовчних шляхів, гепатиту і навіть біліарного цирозу печінки.

## Історія відкриття
Ланцетоподібного сисуна відкрив Карл Асмунд Рудольфі в 1803 році. Повний життєвий цикл описали В. Кралл і Ч. Майпс, які опублікували серію статей у 1951—1953 роках.

## Етіологія
Ланцетоподібний сисун має тіло ланцетоподібної форми розміром 8-Юх 1,2-2,5 мм. Обидві присоски зближені. Сім'яники слабо лопатеві, лежать навскіс один до одного під черевною присоскою. Округлий або неправильної форми компактний яєчник розташований медіально під заднім сім'яником; позаду нього — невеликий сім'яприймальник і тільце Меліса. Жовтяники, складаються з дрібних фолікулів, розташовані латерально. Сильно розвинена матка утворює два коліна — спадне з незрілими яйцями і висхідне зі зрілими. Займає близько 2/3 задньої половини тіла. Яйця злегка асиметричні, подовжено овальні, з товстою шкарлупою коричневого кольору і помітною кришечкою на одному полюсі. Розвинений мірацидій слабо просвічується крізь шкарлупу, що складається з 4 оболонок. Між внутрішньою оболонкою яйця і мірацидіїєм на полюсах видно численні світлопереломлюючі крапельки. Багато морфологічних ознак D. dendriticum — варіації в ширині тіла, форма сім'яників тощо вкрай мінливі і залежать від виду хазяїна і географічного поширення.
D. lanceatum широко поширений гельмінт жовчних проток і жовчного міхура багатьох тварин — велика і дрібна рогата худоба, свиня, кінь, осел, собака, кішка, заєць, ховрах, кролик, ведмідь, олень, лань, лось, лама, газель, різні африканські мавпи. Уражає людей. Проміжні хазяї: численні види наземних молюсків — Helicella ericetorum, Helicella (Helicella) itala, Helicella (Candidula) unifasciata, Enomphalia strigella, Theba cermenela, Helix (Cryptomphalus) aspersa, Abida (Torquilla frumentum), Ena obscura, Zebrina detrita, Malacolirnax agrestis, M. tenelius тощо. Є додаткові хазяї — мурахи родів Formica і Proformica.
Яйця D. lanceatum з розвиненим мірацидієм виділяються разом з фекаліями тварин у воду, де з'їдаються молюсками. При низьких температурах яйця D. lanceatum виживають тривало: в льоду при -5°С до 6 місяців. При -70°С загибель їх настає через 36 годин. У природних умовах взимку яйця на випасах не гинуть. Личинкові стадії також можуть зимувати в тілі молюсків. Взимку їх розвиток припиняється і відновлюється навесні, після виходу молюсків зі стану зимової сплячки. При високих температурах яйця досить швидко гинуть. Найменш витривалі у довкіллі збірні цисти з метацеркаріямі. При 22-32 °C і відносній вологості повітря 27-38 % церкарії виживають 14 годи, а при 15-22 °C і відносній вологості повітря 42-60 % — 12 годин. Максимальна тривалість їхнього життя — 12 днів (при вологості повітря 80-95 %). На сонці слизові грудочки з метацеркаріямі висихають за 15 хвилин.
У печінці молюска личинкові стадії розвиваються за 105—122 дня. Церкарії мігрують у легеневу порожнину молюска, де покриваються слизом, виходять назовні у вигляді гроноподібних грудочок, що складаються з 3-12 кульок — «збірних цист» діаметром 1,5-2 мм, і, потрапивши гронами на рослини, до них приклеюються. Збірні цисти, які містять від 100 до 300 церкаріїв, заковтуються мурахами. Метацеркарії досягають інвазійної стадії на 26-62-й день. Оновні хазяї заражаються, заковтуючи інвазованих мурах разом з травою. З кишки тварини метацеркарії на 5-7-й день проникають у портальну систему, печінку і через холедох до жовчного міхура. Через 7 тижнів гельмінти досягають статевої зрілості, а яйця у фекаліях з'являються на 85-й день.

## Клінічні прояви
При масивній інвазії гельмінтоз починається гостро з появи гарячки, болю у правому підребер'ї, який наростає вночі, іррадіює у праве плече і не пов'язаний з прийомом їжі. Біль відчутно посилюється вночі. Можуть бути нудота, іноді блювання, посилена слинотеча, зменшення апетиту, гіркота і сухість у роті, печія, головний біль і запаморочення. Виявляється субіктеричність склер і шкіри, збільшення печінки, з щільною гладкою поверхнею і закругленими краями. Вона болюча при пальпації. Іноді збільшена й селезінка. Хвороба перебігає 2—5 років.

## Діагностика
Першочергово досліджуються фекалії на наявність у них яєць ланцетоподібного сисуна методом мазка з подальшим розгляданням його під звичайним оптичним мікроскопом.

## Лікування
Як і при інших цестодозах основним антигельмінтним препаратом в лікуванні дікроцеліозу є празиквантел. Високу ефективність має тріклабендазол у дозі 10 мг / кг одноразово.

## Профілактика
У загрозливих регіонах слід ретельно промивати ті трав'янисті рослини, що вживаються в їжу, задля змивання з них заражених метацеркаріями гельмінта мурах.